# Michail Zoščenko

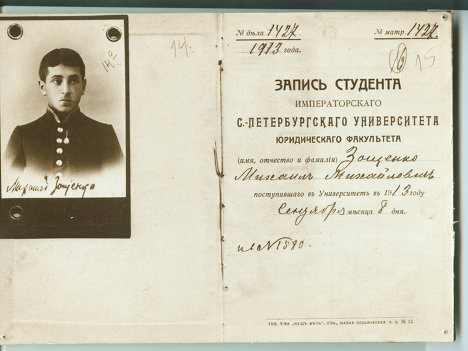
Index studenta právnické fakulty petrohradské univerzity (1913)

Michail Michajlovič Zoščenko (rusky Михаил Михайлович Зощенко; 10. srpna 1894, Petrohrad – 22. července 1958, Leningrad) byl ruský spisovatel, satirik a dramatik. Nejznámější z jeho díla jsou krátké satirické povídky, v nichž kritizuje morálku a mezilidské vztahy v porevoluční sovětské společnosti.

## Biografie
Zoščenko se narodil jako syn malíře a herečky a vyrůstal se sedmi sourozenci. Po absolvování střední školy byl v letech 1913 až 1915 zapsán na Právnické fakultě v Petrohradě. V té době napsal své první povídky. Jeho studie přerušila vojenská služba v první světové válce, kam Zoščenko nastoupil dobrovolně v roce 1915. Během války utrpěl jako následek otravy bojovým plynem trvalé poškození srdce, v důsledku čehož byl v roce 1917 z armády propuštěn.
Po návratu do St. Petersburgu napsal několik nepublikovaných příběhů, ovlivněných Maupassantem. Přes svou nemoc Zoščenko v letech 1918–1919 bojoval v občanské válce na straně Rudé armády. Po občanské válce si vydělával na živobytí v různých zaměstnáních. Byl mimo jiné vedoucím pošty, detektivem, chovatelem zvířat, milicionářem, obuvníkem, tesařem a administrativním pracovníkem.
Od roku 1920, zpět v Petrohradě, začal znovu psát a jeho příběhy byly publikovány v mnoha satirických časopisech éry NEPu. První sbírka povídek vyšla v roce 1922 a pod názvem Povídky pana Modrobřicháčka (Рассказы Назара Ильича, господина Синебрюхова). Tragikomické příběhy vyprávěné v ich-formě měly úspěch u kritiky i u veřejnosti. Zoščenko zde vytvořil typ civilního, neheroického, většinou nějak omezeného „sovětského člověka“ probíjejícího se všedním životem – typ, který se pak objevuje i v jeho dalších prózách. Jako stylistický prostředek používá Zoščenko takzvaný skaz, vyprávění ve stylizované hovorové řeči. V následujících letech byl Zoščenko v SSSR jedním z nejčtenějších autorů a jeho texty vycházely ve velkých nákladech v časopisech, novinách i knižně.
V roce 1921 se básník připojil k nově vzniklé literární skupině Serapionovi bratři.
Postupně se Zoščenko odvrátil od povídek a začal tvořit větší díla, jako jsou Navrácené mládí nebo Bleděmodrá kniha (1935). Ve svých pozdějších pracích se satirickému humoru vzdaloval a experimentoval s různými metodami výstavby a kompozice textu. Po vydání Bleděmodré knihy Zoščenko publikoval už jen fejetony a příběhy pro děti.
Během druhé světové války byl Zoščenko evakuován z obleženého Leningradu do Alma-Aty a pracoval v místních filmových ateliérech. Ještě během války, poté, co skončila blokáda, se vrátil do Leningradu a navázal na svou literární činnost, včetně práce pro satirické časopisy, jako byl Krokodýl.
Po zveřejnění první kapitoly své práce Před východem slunce v roce 1943 se spisovatel spolu s básnířkou Annou Achmatovovou stali terčem Ždanovova ideologického tažení proti „nepolitickému umění“. Zoščenko ztratil možnost publikovat a v roce 1946 byl vyloučen ze Svazu spisovatelů. Mohl pouze anonymně překládat.
Po Stalinově smrti v roce 1953 byl Zoščenko rehabilitován a znovu přijat do Svazu spisovatelů. V roce 1956, dva roky před jeho smrtí, byl vydán výbor z jeho díla.

## Citát
Lidé často nevědí, co ode mne vlastně chtějí. Skoro dvacet let si mysleli, že píšu pro jejich zábavu. Ale já jsem pro zábavu nikdy nepsal. A tento spor, který s nimi vedu, nezaslouží nic než politování.
Michail Zoščenko, O dětské literatuře

## Památka

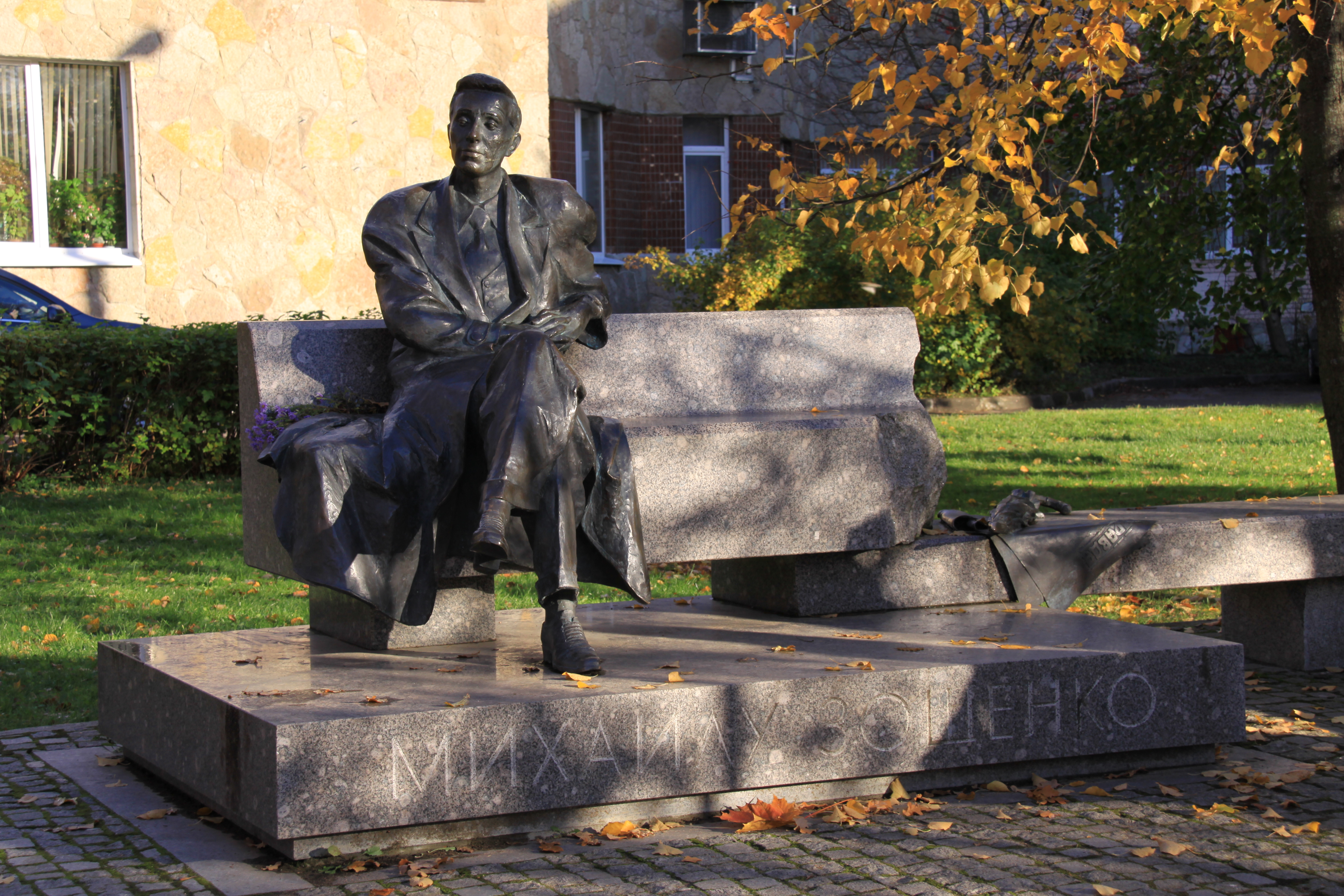
Památník v Sestrorecku odhalený v roce 2003

- V roce 1987 bylo v bytě, kde Zoščenko trávil poslední léta života (1954–1958), otevřeno muzeum (Malaja Koňušennaja 4/2, Sankt Petěrburg)
- V Sestrorecku, kde měl Zoščenko chatu, každoročně v srpnu v knihovně připomínají jeho tvorbu[2]
- Zoščenkovo jméno nese knihovna v Kurortném rajónu Sankt Petěrburgu[3]
- Asteroid Zoshchenko (5759), objevený Ljudmilou Karačkinovou z Krymské astrofyzikální observatoře 22. ledna 1980, byl nazván na jeho počest
- Na domě v Gribojedovově ulici 9 v Sankt Petěrburgu byla v roce 1994 odhalena pamětní deska autorů V. E. Gorevého (sochař), T. N Miloradoviče a N. A. Sokolova (architekti)[4]
- V roce 2003 byl v Tokarjovově ulici č. 7 v Sestrorecku odhalen památník V. F. Oněžka (sochař) a N. N. Sokolova (architekt)
- Zoščenkovo jméno nese ulice ve vsi Gornaja Poljana ve Volgogradské oblasti a také dopravní letadlo Aeroflotu